# شومبر ناغي
شومبر ناغي هو لاعب كرة قدم مجري في مركز الدفاع، ولد في 21 مارس 1998 في سيجد في المجر.

## وصلات خارجية
- شومبر ناغي على موقع اتحاد المجر (الهنغارية)
- شومبر ناغي على موقع قاعدة بيانات كرة القدم.إي يو (الإنجليزية)
- شومبر ناغي على موقع Soccerway.com (الإنجليزية)
- شومبر ناغي على موقع عالم كرة القدم.نت (الإنجليزية)